# Henri Zambelli
Pour les articles homonymes, voir Zambelli.
Henri Zambelli est un footballeur français né le 9 mars 1957 à Marseille dans le département des Bouches-du-Rhône. Il joue au poste de défenseur central ou de défenseur droit du milieu des années 1970 au début des années 1990. Il évolue principalement à l'OGC Nice avec qui il est finaliste de la Coupe de France en 1978. 
Il devient ensuite agent de joueurs pendant une vingtaine d'années et s’occupe notamment de Emmanuel Petit et de Frank Lebœuf. Il est, de 2009 à 2011, directeur sportif du Valenciennes FC.

## Biographie
Henri Zambelli commence le football dans un club de quartier de Marseille, les Caillols puis rejoint un autre club local Provence Sports en 1969. Repéré par l'OGC Nice, il intègre en 1972 le centre de formation des « Rouges et noirs ». Il fait ses débuts en équipe première lors de la saison 1974-1975 au poste d'arrière droit. Cet arrière solide et efficace jamais battu et au fort tempérament s'impose rapidement comme titulaire et dispute vingt-sept rencontres de championnat. En mai 1975, il dispute avec l'équipe de France juniors la phase finale du tournoi UEFA juniors qui se déroule en Suisse. Les Français terminent troisième de leur poule et ne se qualifient pas pour la suite de la compétition.
La saison suivante, Henri Zambelli, toujours en contrat stagiaire, joue au poste d'arrière droit ou en défense centrale aux côtés de Josip Katalinski. Les Niçois terminent vice-champion de France, à trois points de l'AS Saint-Étienne, après avoir occupé la première place en novembre. En mars 1976, il est appelé en équipe de France par Michel Hidalgo, le nouveau sélectionneur, alors qu'il n'a que 19 ans. Il n'entre cependant pas en jeu lors du match amical face à la Tchécoslovaquie. La même année, il est sélectionné par Gabriel Robert en équipe de France olympique et dispute le tournoi de football des Jeux olympiques de Montréal. Il ne dispute cependant aucun match lors de la compétition qui voit les Français, menés par Michel Platini, s'incliner en quart de finale, quatre buts à zéro, face à la RDA.
En 1977, les Niçois terminent septième du championnat. Le club atteint les demi-finales de la coupe de France où il est éliminé par le Stade de Reims, trois buts à un sur les deux matchs. Henri Zambelli est appelé en février 1977 par Henri Guérin en équipe de France B pour un match face à la RFA B. Les Français s'imposent un but à zéro sur une réalisation d'Alain Giresse à la 33e minute. Il retrouve en juin 1977 l'équipe de France dans le cadre d'une tournée en Amérique du Sud. Il n'est pas utilisé face à l'Argentine et au Brésil et ne dispute qu'un match amical avec les « Bleus » en fin de tournée face au Clube Atlético Mineiro. Il est remplacé à la 65e minute par Michel Platini dans un match qui se termine sur une défaite trois à buts un.
Huitième du championnat en 1978, les Niçois réalisent un beau parcours en coupe de France et rencontrent en finale l'AS Nancy. Favoris de la rencontre, les « Aiglons » doivent s'incliner sur un tir en pivot de Michel Platini à la 57e minute,. Avec les espoirs, il est, en fin de saison, finaliste du Festival International Espoirs. Les Français sont battus en finale par les Hongrois mais Zambelli est élu meilleur joueur du tournoi.
Après une quinzième place avec l'OGC Nice en 1979 et une quatrième place au Festival International Espoirs avec les espoirs français, Henri Zambelli signe à l'Olympique de Marseille, candidat pour le titre de champion. L'OM se retrouve cependant rapidement en lutte pour le maintien et descend en fin de saison en terminant dix-neuvième du championnat. Avec les espoirs, il ne parvient pas à passer le cap des qualifications du championnat d'Europe espoirs. Henri Zambelli inscrit le but de la victoire, un but à zéro, face aux Tchèques, en match retour de poule, mais les Français terminent deuxième derrière leurs adversaires. Il connait également cette saison-là trois autres sélections en équipe de France B, la dernière le 24 mars 1981 face aux Pays-Bas B. Les deux équipes se séparent sur un match nul deux buts partout. Il quitte l'OM en fin de saison et retourne alors à l'OGC Nice pendant deux ans. Le club, après une quinzième place en 1981, descend la saison suivante.
Il signe en 1983 à l'Olympique lyonnais où il connaît pour la troisième fois la relégation. Il reste cependant au sein du club qui échoue dans la course à la remontée face au Racing club de Paris en pré-barrages puis termine septième en 1985. Il rejoint alors le Brest Armorique FC en première division. Le club termine quatorzième du championnat et évite les barrages grâce à un dégagement sur la ligne de but brestoise de Zambelli lors de la dernière journée face au Lille OSC. Alors qu'il est sur le point de prolonger pour deux saisons supplémentaires, les dirigeants brestois font signer Michel Sorin et Henri Zambelli signe au Stade rennais. Le club termine dernier du championnat et descend en Division 2.
Il rejoint alors l'US Orléans, club de Division 2 où il dispute trois saisons et devient capitaine de l'équipe. Le club atteint en 1989 les quarts de finale de la coupe de France après avoir battu le Paris Saint-Germain quatre buts à zéro au parc des Princes et sept à trois sur les deux matchs. Les Orléanais s'inclinent ensuite, cinq buts à quatre sur les deux matchs, face à l'AS Monaco. Il met fin à sa carrière professionnelle en 1990 et signe en tant qu'amateur au FCO Saint-Jean-de-la-Ruelle où il joue un an.
Henri Zambelli devient alors agent de joueur et s'occupe des intérêts de joueurs comme Emmanuel Petit, Frank Lebœuf, Steve Savidan, Jimmy Briand, Pierre-Alain Frau ou Bafétimbi Gomis et d'entraîneurs comme  Michel Der Zakarian et Philippe Montanier. Après 20 ans dans ce métier, il est nommé, le 1er septembre 2009, directeur sportif du Valenciennes FC, chargé de la liaison entre le président et l'entraîneur ainsi que de la cellule de recrutement. Il quitte ses fonctions au sein du club valenciennois le 10 novembre 2011, six mois avant la fin de son contrat, le nouveau président, Jean-Raymond Legrand, souhaitant réorganiser l'organigramme sportif.

## Statistiques
Le tableau ci-dessous résume les statistiques en match officiel d'Henri Zambelli durant sa carrière de joueur professionnel.  
| Saison      | Club                   | Pays   | Championnat | Championnat | Championnat | Coupes nationales | Coupes nationales | Coupe d'Europe | Coupe d'Europe | Coupe d'Europe |
| Saison      | Club                   | Pays   | Division    | Matchs      | Buts        | Matchs            | Buts              | Type           | Matchs         | Buts           |
| ----------- | ---------------------- | ------ | ----------- | ----------- | ----------- | ----------------- | ----------------- | -------------- | -------------- | -------------- |
| 1974 - 1975 | OGC Nice               | France | Division 1  | 27          | 0           | 3                 | 0                 | -              | -              | -              |
| 1975 - 1976 | OGC Nice               | France | Division 1  | 35          | 1           | 3                 | 0                 | -              | -              | -              |
| 1976 - 1977 | OGC Nice               | France | Division 1  | 29          | 0           | 9                 | 0                 | C3             | 2              | 0              |
| 1977 - 1978 | OGC Nice               | France | Division 1  | 28          | 0           | 9                 | 0                 | -              | -              | -              |
| 1978 - 1979 | OGC Nice               | France | Division 1  | 36          | 0           | 4                 | 0                 | -              | -              | -              |
| 1979 - 1980 | Olympique de Marseille | France | Division 1  | 32          | 3           | 1                 | 0                 | -              | -              | -              |
| 1980 - 1981 | OGC Nice               | France | Division 1  | 37          | 1           | 1                 | 0                 | -              | -              | -              |
| 1981 - 1982 | OGC Nice               | France | Division 1  | 30          | 0           | 3                 | 1                 | -              | -              | -              |
| 1982 - 1983 | Olympique lyonnais     | France | Division 1  | 33          | 1           | 3                 | 0                 | -              | -              | -              |
| 1983 - 1984 | Olympique lyonnais     | France | Division 2  | 35          | 3           | 6                 | 0                 | -              | -              | -              |
| 1984 - 1985 | Olympique lyonnais     | France | Division 2  | 32          | 2           | 1                 | 0                 | -              | -              | -              |
| 1985 - 1986 | Brest FC               | France | Division 1  | 35          | 3           | 5                 | 0                 | -              | -              | -              |
| 1986 - 1987 | Stade rennais          | France | Division 1  | 33          | 0           | 3                 | 0                 | -              | -              | -              |
| 1987 - 1988 | US Orléans             | France | Division 2  | 27          | 4           | -                 | -                 | -              | -              | -              |
| 1988 - 1989 | US Orléans             | France | Division 2  | 32          | 1           | 7                 | 0                 | -              | -              | -              |
| 1989 - 1990 | US Orléans             | France | Division 2  | 33          | 1           | 3                 | 0                 | -              | -              | -              |
| Total       | Total                  | Total  | Total       | 514         | 20          | 61                | 1                 | -              | 2              | 0              |

## Palmarès
Avec l'OGC Nice, il ne remporte aucun titre mais est vice-champion de France  en 1976 et finaliste de la Coupe de France 1978.
International français juniors, Espoirs, Olympique et B, il est finaliste du Festival International Espoirs en 1978 avec les espoirs et meilleur joueur du tournoi.